# Ânia Faustina
Ânia Aurélia Faustina (em latim: Annia Aurelia Faustina) foi uma imperatriz romana, terceira esposa do imperador Heliogábalo (r. 218–222) por um breve período em 221. Era uma nobre de origem anatólica e quase não é mencionada nas fontes antigas. Sua mãe era a rica Ânia Faustina e seu pai era o senador e cônsul Tibério Cláudio Severo Próculo.

## Família e ascendentes
Seus avós paternos eram o grego pôntico, senador e filósofo peripatético Cneu Cláudio Severo e sua segunda esposa, a princesa romana Ânia Aurélia Galéria Faustina. Os maternos eram a rica herdeira Umídia Cornifícia Faustina e um senador de nome desconhecido. Um de seus tios pelo lado do pai era Marco Cláudio Umídio Quadrado, que fora adotado pelo cônsul Marco Umídio Quadrado Amiano, o sobrinho do imperador Marco Aurélio.
Além do imperador, eram seus bisavós paternos Faustina, a Jovem, o senador e filósofo Cneu Cláudio Severo Arabiano e uma esposa de nome desconhecido. Pelo lado da mãe, a irmã de Marco Aurélio, Ânia Cornifícia Faustina e Caio Umídio Quadrado Vero, um senador que também serviu como cônsul em 146.
Assim, Ânia era descendente da antiga dinastia reinante no Império Romano, a Dinastia nerva-antonina. Além disso, apesar de ela ser da gente Cláudia, ela não recebeu esse nome do pai e, ao invés disso, foi batizada em homenagem às relações dos pais com a gente Aurélia, a gente Ânia e com a dinastia nerva-antonina.

## Vida
Muito pouco se sabe sobre a vida de Ânia Faustina. Sua primeira menção ocorre numa inscrição de 215 oriunda da Anatólia na qual é mencionada ao lado de seu pai Tibério Cláudio. Noutra inscrição, datada de 217-218, é descrita como proprietária das "Terras Cilânias", um conjunto de estados na Pisídia que pertenceram a sua mãe. Entre 217/218 e 221, casou-se com Pompônio Basso, o cônsul em 211, com quem teve dois filhos: Pompônia Umídia, que casar-se-ia com Flávio Antioquiano, e (Pompônio) Basso, que provavelmente pode ser identificado com o tenente que serviu sob Pompônio quando este era governador na Mésia.
Em 221, o imperador Heliogábalo (r. 218–222), estando apaixonado por Faustina e precisando desesperadamente do nome desta para tentar assegurar sua posição no trono, que à época estava gradativamente se deteriorando, organizou um plano no interior no senado para assassinar Pompônio Basso e assim poder casar-se com ela, que foi proibida de entrar em luto. O casamento foi realizado em junho ou julho daquele ano, e Faustina tornou-se a terceira esposa de Heliogábalo.
Ao tornar-se imperatriz, Faustina recebeu o título de augusta, mas não incorporou o nome "Júlia" como as esposas anteriores de Heliogábalo haviam feito. Esse matrimônio, contudo, não seria bem-sucedido e por razões desconhecidas o casal se divorciaria próximo ao fim do mesmo ano. Ânia Faustina morreria em algum momento após esta data e suas propriedades na Pisídia seriam legadas para sua filha Pompônia Umídia conforme atesta uma inscrição de Ormela, na Frígia.